# Kokärrets naturreservat
Kokärrets naturreservat är ett naturreservat i Katrineholms kommun i Södermanlands län.
Området är naturskyddat sedan 2023 och är 31 hektar stort. Reservatet ligger öster om Äsköping och består av öppen myr, skogbevuxen myr  och sumpskog. 